# ساتالیتسه
ساتالیتسه (به لاتین: Satalice) یک منطقهٔ مسکونی در جمهوری چک است که در پراگ ۹ واقع شده‌است.